# Shanta Liora
Shanta Liora, egentligen Lilly Marie Pettersson, född 24 april 1979 i Kolbäcks församling, är en svensk sångare, låtskrivare och tidigare programledare. Hon vann talangjakten Idol 2007. Fram till 2010 använde hon artistnamnet Marie Picasso men bytte 2014 livsstil och artistnamn till Shanta Liora.

## Biografi
Shanta Liora växte upp som dotter till före detta ishockeyspelaren och företagaren Lars Pettersson och ekonomen Doris Pettersson som yngst av tre systrar i Strömsholm och sysslade tidigt med musik och gymnastik. År 1994 flyttade familjen till Västerås och föräldrarna skilde sig. Efter namnet på familjens svarta kungspudel Picasso tog hon artistnamnet Marie Picasso.
Hon verkade en tid som sångerska i Tyskland i början av 2000-talet och medverkade 2002 i svenska dokusåpan Big Brother. Efter ett år som artist i Grekland 2005 var hon åren 2006–2007 även programledare på TV400 för spelprogrammen Game-on och Spelrum. 2007 medverkade Shanta Liora i TV4:s talangprogram Idol 2007 och vann finalen i Globen i Stockholm mot Amanda Jenssen. Shanta Liora fick 51,3 % av rösterna. Hennes vinnarmelodi "This Moment" släpptes på skiva i december 2007 och blev hennes dittills största hit, liksom albumet The Secret. Shanta Liora var 2009 en av deltagarna i TV4:s Hjälp, jag är med i en japansk tv-show och kom med sitt lag tvåa i TV4:s Körslaget, där hon tävlade med sin Västerås-kör "Team Picasso" 2010. 

### Sjukdom och nystart
I början av 2000-talet började Liora uppvisa allvarliga sjukdomssymptom. Först 2010 upptäcktes en hjärntumör genom en röntgenundersökning; hon opererades sedan i januari 2011. Efter komplikationer följde bortavaro från offentligheten och rättstvister om utebliven sjukersättning i ett mål som kom att utgöra svenskt prejudikat. För att markera en ny början använder hon sig sedan 2014 av artistnamnet Shanta Liora, som  på hebreiska betyder "helig sång med mitt ljus". Hon har sedan barnsben haft intresse för andliga livsfrågor och medialitet.
I februari 2014 gav hon under sitt nya namn ut singeln och videon "Black Hole Part II", en låt som är mörkare och tyngre än den tidigare musiken. Singeln "Unintelligent Men" släpptes 2015, en kvinnlig powerlåt om att slå sig fri och själv ha ägandeskap över sin kropp. Den 18 september 2014 gjorde hon comeback på scenen med den av Filip Leforce skrivna låten "Breathe" i samband med djurskyddsgalan för Perfect World Foundation på Clarion Hotel Post i Göteborg. Djur och djurskyddsfrågor är viktiga frågor för henne. Liora är vegan och goodwill-ambassadör för Perfect World Foundation.
Shanta Liora deltog i Maltas nationella final inför Eurovision Song Contest 2016 som låtskrivare av låten "Alive", framförd av sångerskan Jasmine Abels.

## Diskografi

### Album
- The Secret (2007)

### Singlar
- Do It Again (2000)
- Tell The World (2001)
- This Moment (2007)
- Winning Streak (2008)
- Black Hole Part II (2014)
- Unintelligent Men (2015)

| Album- information | The Secret - Utgivet: 19 december 2007 - Sålda ex: 40 000 - Certifikat: Platina - Listposition: - Sverige: #1 - Singlar: - 2007 "This Moment" (#1) 2x Platina |